# 草房站
草房站是一个位于中国北京市朝阳区常营地区草房村朝阳北路、草房西路交叉口，属于北京地铁6号线的地铁车站。于2011年8月封顶。于2012年12月30日投入使用。

## 位置
草房站位于东五环外，朝阳北路（西南－东北向）和草房西路（西北－东南向）交汇处，呈西南－东北走向。草房村则源于明代通州西北的御马草料场。

## 结构

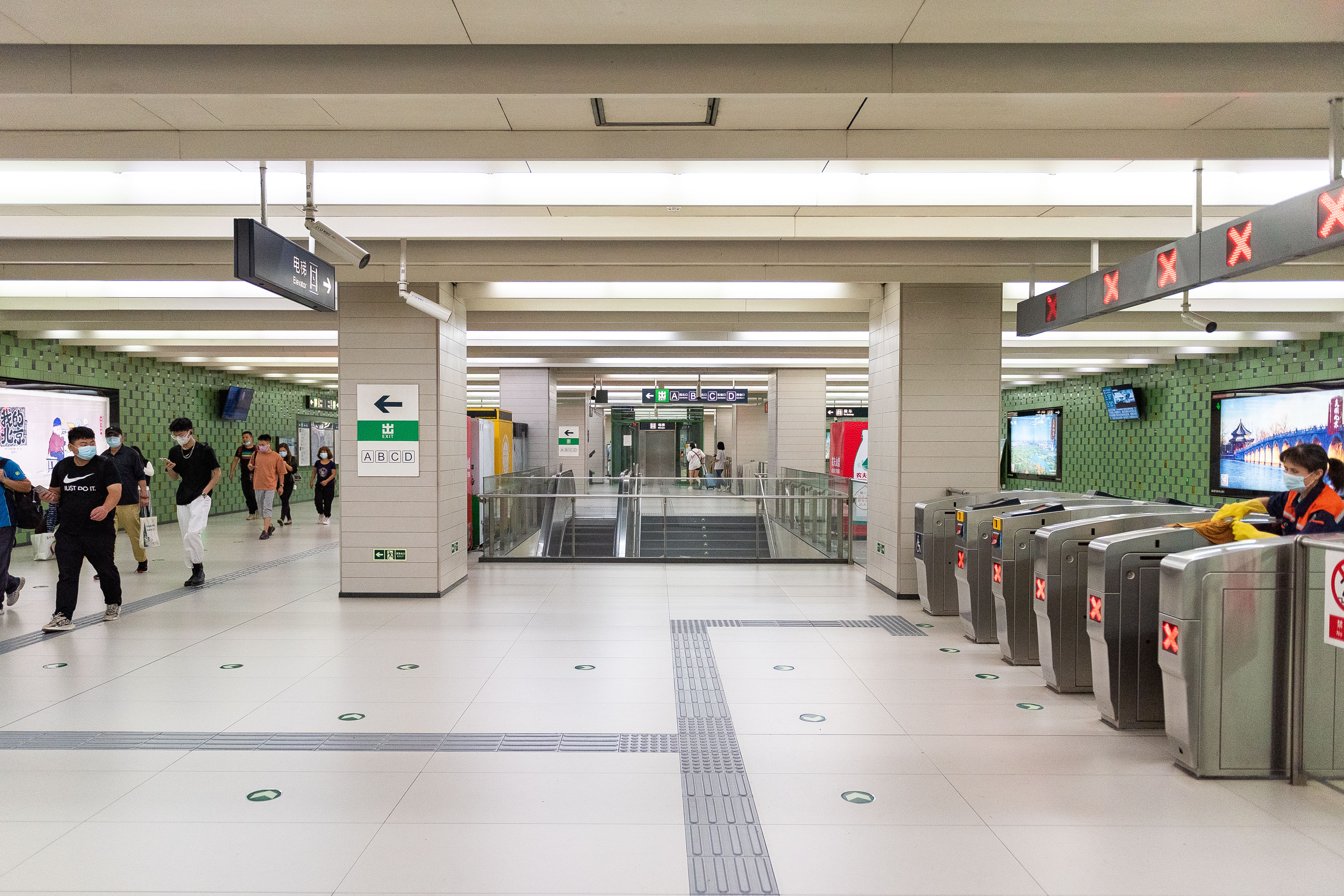
草房站站厅（2021年9月摄）

草房站为地下两层双柱三跨岛式车站。设有3个出入口。
| 地面层          | 街道                        | A—D出入口                        |
| 地下一层 站厅层 | 站厅                        | 客务中心、自动售票机、进出站闸机 |
| 地下二层 站台层 |                             | █ 6号线往金安桥（常营）          |
| 地下二层 站台层 | 岛式站台，左側開门          |                                  |
| 地下二层 站台层 | █ 6号线往潞城（物资学院路） |                                  |

## 出入口
|                       |                    |                  |      |            |
| 编号                  | 指示               | 建议前往的目的地 | 照片 | 无障碍设施 |
| 出口 · A              | 朝阳北路           |                  |      | 不適用     |
| 出口 · B              | 朝阳北路，草房西路 |                  |      | 不適用     |
| 出口 · C · 升降机标志 | 朝阳北路           |                  |      |            |
| 出口 · D              | 朝阳北路，草房南路 |                  |      | 不適用     |
| 註： 設有             |                    |                  |      |            |

## 接驳交通
车站外已设置一个公交车站。